# Мордовская автономная область
Мордовская автономная область — административно-территориальная единица РСФСР в составе Средневолжского края, существовавшая с 10 января 1930 года по 20 декабря 1934 года. Административный центр — город Саранск.

## История
Область образована 10 января 1930 года в составе Средневолжского края в результате преобразования из Мордовского округа.
На 1 октября 1931 года имелось в области 18 районов, 648 сельсовета, 4 города, в том числе 1 (Саранск — 20 221 жит.) выделенный в самостоятельную административно-хозяйственную единицу, 3 рабочих посёлка, 1800 сельских населённых пунктов. Городское население на 1 января 1931 года — 3,3 % (45 852 чел.). Другие города и рп:
- рп Рузаевка — 9704 жит.
- г. Ардатов — 5854 жит.
- г. Краснослободск — 5462 жит.
- г. Темников — 3968 жит.
- рп Виндрей — 3075 жит.
- рп Ширингуши — 1536 жит.

20 декабря 1934 года Мордовская автономная область была преобразована в Мордовскую Автономную Советскую Социалистическую Республику в составе Средневолжского края.

## Административное деление
Область делилась на 22 района и 1 город (Саранск), выделенный в самостоятельную административно-хозяйственную единицу:
| - Ардатовский, - Атяшевский, - Ачадовский, - Дубенский, - Ельниковский, - Зубово-Полянский, - Игнатовский, - Инсарский, - Ичалковский - Ковылкинский, | - Козловский, - Кочкуровский, - Краснослободский, - Ромодановский, - Рузаевский, - Рыбкинский, - Саранский, - Старошайговский, - Темниковский, - Теньгушевский, | - Торбеевский, - Чамзинский. |